# Lagunas de Puebla de Beleña
Lagunas de Puebla de Beleña este o arie protejată (arie specială de conservare — SAC, sit de importanță comunitară — SCI, arie de protecție specială avifaunistică — SPA) din Spania întinsă pe o suprafață de 213,45 ha, integral pe uscat.

## Localizare
Centrul sitului Lagunas de Puebla de Beleña este situat la coordonatele 40°53′N 3°15′W / 40.89°N 3.25°V.

## Înființare
Situl Lagunas de Puebla de Beleña a fost declarat sit de importanță comunitară în decembrie 1997 pentru a proteja 1 specie de plante și 51 de specii de animale. Alte tipuri de protecție:
- arie de protecție specială avifaunistică (în iulie 2005)[2]
- arie specială de conservare (în mai 2015)[1][3][4]

## Biodiversitate
Situată în ecoregiunea mediteraneană, aria protejată conține 5 habitate naturale: Iazuri temporare mediteraneene, Tufărișuri termo-mediteraneene și de pre-deșert, Ape oligotrofe din câmpii nisipoase, cu un conținut foarte redus de minerale (Littorelletalia uniflorae), Lacuri eutrofice naturale cu vegetație de tip Magnopotamion sau Hydrocharition, Pajiști umede mediteraneene cu ierburi înalte de Molinio-Holoschoenion.
La baza desemnării sitului se află mai multe specii protejate:
- plante (1): Marsilea strigosa
- păsări (50): fluierar de munte (Actitis hypoleucos), rață lingurar (Anas clypeata), rață pitică (Anas crecca), rață mare (Anas platyrhynchos), rață cârâitoare (Anas querquedula), gâscă cenușie (Anser anser), stârc cenușiu (Ardea cinerea), stârc roșu (Ardea purpurea), rață-cu-cap-castaniu (Aythya ferina), Bubulcus ibis, pasărea ogorului (Burhinus oedicnemus), ciocârlie-cu-degete-scurte (Calandrella brachydactyla), fugaci de țărm (Calidris alpina), Calidris canutus, fugaci roșcat (Calidris ferruginea), fugaci mic (Calidris minuta),  prundaș gulerat mic (Charadrius dubius), prundaș gulerat mare (Charadrius hiaticula), chirighiță neagră (Chlidonias niger), barză albă (Ciconia ciconia), barză neagră (Ciconia nigra), erete de stuf (Circus aeruginosus), erete vânăt (Circus cyaneus), erete cenușiu (Circus pygargus), egretă mică (Egretta garzetta), Falco naumanni, lișiță (Fulica atra), becațină comună (Gallinago gallinago), cocor (Grus grus), piciorong (Himantopus himantopus), sitar de mâl (Limosa limosa), ciocârlie de bărăgan (Melanocorypha calandra), culic mare (Numenius arquata), Numenius phaeopus, dropie (Otis tarda), bătăuș (Philomachus pugnax), lopătar (Platalea leucorodia), ploier auriu (Pluvialis apricaria), ploier argintiu (Pluvialis squatarola), corcodel mare (Podiceps cristatus), corcodel-cu-gât-negru (Podiceps nigricollis), turturică (Streptopelia turtur), corcodel mic (Tachybaptus ruficollis), călifar alb (Tadorna tadorna), fluierar negru (Tringa erythropus), fluierar de mlaștină (Tringa glareola), fluierar cu picioare verzi (Tringa nebularia), fluierarul de zăvoi (Tringa ochropus), fluierarul cu picioare roșii (Tringa totanus), nagâț (Vanellus vanellus)
- mamifere (1): Microtus cabrerae

Pe lângă speciile protejate, pe teritoriul sitului au mai fost identificate 12 specii de plante, 4 specii de amfibieni.